# Sybota abdominalis
Sybota abdominalis är en spindelart som först beskrevs av Hercule Nicolet 1849.  Sybota abdominalis ingår i släktet Sybota och familjen krusnätsspindlar. Inga underarter finns listade i Catalogue of Life.